# Rue Pirandello
La rue Pirandello est une voie située dans le quartier de la Salpêtrière dans le 13e arrondissement de Paris.

## Situation et accès
La rue Pirandello est desservie par les lignes 5 à la station Campo-Formio et 7 à la station Les Gobelins.

## Origine du nom
Elle tient son nom du dramaturge italien Luigi Pirandello (1867-1936).

## Historique
Cette rue récente de Paris fut ouverte lors de la restructuration du 49e quartier, et notamment la démolition des usines automobiles Delahaye, au début des années 1970. Provisoirement nommée « voie AC/13 », elle prend sa dénomination actuelle le 25 octobre 1972.

## Bâtiments remarquables et lieux de mémoire
- no 11 : Emplacement de l'ancienne usine d’automobiles Delahaye, présente ici de 1898 à 1954. L'École nationale de chimie physique et biologie de Paris, la remplace depuis sa démolition.